# Mérion empereur
Malurus cyanocephalus
Espèce
Statut de conservation UICN

 LC  : Préoccupation mineure
Le Mérion empereur (Malurus cyanocephalus) est une espèce de passereaux de la famille des Maluridae. On le trouve en Nouvelle-Guinée. Il habite les forêts montagneuses des zones tropicales et subtropicales.